# Лопушница
Лопушница (укр. Лопушниця) — село в Хыровской городской общине Самборского района Львовской области Украины.
Население по переписи 2001 года составляло 506 человек. Занимает площадь 1,34 км². Почтовый индекс — 82062. Телефонный код — 3238.